# شمع‌ماهی
شمع‌ماهی (نام علمی: Thaleichthys pacificus) نام یک گونه از تیره سیمین‌ماهی است.